# Carlos Iniesta
Carlos Iniesta Mira, nacido el 4 de noviembre de 1966 en la provincia de Alicante, es un regatista retirado español que participó en los Juegos Olímpicos de Seúl en 1988 logrando la 8.º plaza y el correspondiente diploma olímpico en la modalidad de tabla a vela.
En la actualidad se dedica a la formación de alumnos en distintas modalidades de vela durante el verano en la Escuela de la mar de Burriana, cuyo gestor es la Generalidad Valenciana.